# Ystrad Mynach
Ystrad Mynach je město v ve správní oblasti Caerphilly (na území tradičního hrabství Gwent) ve Walesu. V roce 2001 zde žilo 13 500 obyvatel. Ve velštině slovo „ystrad“ označuje široké údolí s plochým dnem. Před vybudováním ochranných zábran na řece Rhymney bylo město často zaplavováno. Pocházel odtud například kytarista Andy Fairweather-Low nebo skladatel Mervyn Burtch.